# Carlo Cerri (politico)
Carlo Cerri (Piacenza, 31 ottobre 1922 – 26 ottobre 2002) è stato un politico italiano.